# Laoterinaea flavovittata
Laoterinaea flavovittata är en skalbaggsart som beskrevs av Stefan von Breuning 1965. Laoterinaea flavovittata ingår i släktet Laoterinaea och familjen långhorningar.
Artens utbredningsområde är Laos. Inga underarter finns listade i Catalogue of Life.